# Tange Promontory
Die Tange Promontory ist eine vereiste Halbinsel an der Kronprinz-Olav-Küste des ostantarktischen Enderbylands. Sie liegt westlich der Caseybucht und östlich der Alaschejewbucht.
Kartografisch erfasst wurde sie anhand von Luftaufnahmen, die 1956 im Rahmen der Australian National Antarctic Research Expeditions (ANARE) entstanden. Teilnehmer einer sowjetischen Antarktisexpedition kartierten sie im Februar 1957 gleichfalls. Das Antarctic Names Committee of Australia (ANCA) benannte sie nach dem australischen Verwaltungsbeamten Arthur Tange (1914–2001), von 1954 bis 1965 Staatssekretär im Außenministerium Australiens.